# 清真老华寺
清真老华寺是一座著名的清真寺，位于中国甘肃省临夏回族自治州临夏市华寺街。

## 历史
清真老华寺创建于1368年。曾多次被毁。2004年重建。

## 建筑
清真老华寺原为中国殿宇式风格。2004年重建，改为阿拉伯建筑风格。四层大殿高达42米，可同时容纳5000人礼拜。设有壮观的绿色穹顶和宣礼塔，以及牌坊式大门。